# Gitte Aaen
Gitte Aaen (født 7. november 1981 i Frederikshavn) er en tidligere dansk håndboldspiller, der indtil sommeren 2012 spillede for Randers HK som venstre fløj. Hun fik debut på det danske A-landshold den 14. juni 2003. Aaen er uddannet sygeplejerske.
I sommeren 2012 stoppede hun med at spille på topplan.
Efter 2012 spiller hun som amatør i Viborg-klubben Søndermarkens IK i 2. division.

## Klubber
Hun begyndte med at spille håndbold som 5-årig. Som ungdomsspiller spillede hun i barndomsklubben Strandby/Elling IF i Strandby og hos Sindal IF, inden hun kom til Frederikshavn fI. Aaen fulgte med over i det nye klubsamarbejde FOX Team Nord der blev etableret i 2001. Under tiden i Frederikshavn blev hun uddannet til sygeplejerske på Hjørring Sygeplejeskole.

### Viborg HK
Efter 20 år som håndboldspiller i Nordjylland skiftede Gitte Aaen i sommeren 2006 til Viborg Håndboldklub på en 3-årig kontrakt. I december 2007 blev kontrakten forlænget, så den nu var gældende til sommeren 2010. I tiden hos Viborg vandt Aaen blandt andet EHF Champions League i 2009 og 2010, ligesom hun blev Danmarksmester 3 gange. I foråret 2010 fik Gitte Aaen besked fra klubben om at hendes kontrakt ikke ville blive forlænget efter sommeren 2010.

### Hypo Niederösterreich
4. maj 2010 underskrev Gitte Aaen en ét-årig kontrakt med den østrigske klub Hypo Niederösterreich, der på daværende tidspunkt var under ledelse af manager Gunnar Prokop. Hypo annullerede nogle måneder senere kontrakten på grund af Prokop havde forladt klubben, da den nye bestyrelse afviste alle nye kontrakter indgået af den afgået manager. Sammen med Kristine Lunde-Borgersen og Mette Melgaard overvejede Aaen at anlægge en erstatningssag mod klubben.

### FC Midtjylland Håndbold
Efter at Gitte Aaen havde trænet med SK Aarhus og Viborg HK for at holde sin form vedlige, blev det i august 2010 meddelt at hun tiltrådte på en amatøraftale med FC Midtjylland Håndbold.

### Randers HK
Gitte Aaen underskrev i starten af oktober 2010 en aftale med Randers HK, der var gældende indtil sommeren 2013, med en option i sommeren 2012 hvor klubben kunne ophæve kontrakten. Hun kunne frit skifte fra FC Midtjylland på grund af hun der spillede som amatør. I december 2011 kom det frem at Randers HK ville ophæve kontrakten efter sæsonen 2011-12. I følge klubben var årsagen at klubben ikke havde råd til to spillere på venstre fløj, og at man ville satse på Mie Augustesen på den position. Gitte Aaen fortalte i marts 2012 at det var endegyldigt slut i Randers når sæsonen var overstået. Klubben havde hentet den franske landsholdsspiller Siraba Dembélé og danske Freja Cohrt til pladsen på fløjen.

## Landshold
Gitte Aaen fik debut på det danske A-landshold den 14. juni 2003. Hendes første slutrunde var ved Europamesterskaberne 2008 i Makedonien. Få dage før Europamesterskaberne 2010 på hjemmebane havde hun i alt spillet 36 kampe og scoret 101 mål for nationalmandskabet. Aaen blev ikke udtaget til mesterskaberne, da Ann Grete Nørgaard blev foretrukket af landstræner Jan Pytlick som venstre fløj. Landstræneren udtog efterfølgende Gitte Aaen og 2 andre spillere, der skulle stå klar til at supplere truppen ved eventuelle skader. Det blev 16. december en realitet for Gitte Aaen, da Mie Augustesen blev skadet og Aaen blev indkaldt som erstatning. Ved turneringen blev Aaen registret for to optrædener.
Fra 2003 til 2010 spillede Aaen i alt 38 landskampe og scorede 101 mål.